# C/1813 G1
Komet Pons ali C/1813 G1 je komet, ki ga je odkril francoski astronom Jean-Louis Pons 3. aprilja 1813 v Marseillu, Francija.

## Značilnosti
Komet je imel parabolično tirnico. Soncu se je najbolj približal 20. maja 1813, ko je bil na razdalji približno 1,2 a.e. od Sonca.